# Brujas incautas y falsa mujer
Brujas incautas y falsa mujer es el capítulo catorce de la primera temporada de la serie de televisión argentina Mujeres asesinas. Este episodio se estrenó el día 18 de octubre de 2005.
En el libro de Mujeres asesinas, este capítulo recibe el nombre de Pugnetti, Ponorilox y Tiadini, brujas incautas, añadiendo los apellidos de las tres asesinas mujeres, y sin agregar a Monica, la falsa mujer.
Este episodio fue protagonizado por Alejandro Urdapilleta, Claudia Fontán, Edda Bustamante y Julia Calvo en el papel de asesinos. También, contó con la actuación especial de Manuel Vicente. Y las participaciones de Daniel Valenzuela, Pedro Segni y Luis Ali.

## Desarrollo

### Trama
Miguel (Alejandro Urdapilleta) es un hombre que por las noches se hace pasar por Mónica, y en el día se hace pasar por el "Hermano Miguel", un curandero estafador en potencia. Además de engañar a sus clientes, ha provocado incluso la muerte, a raíz de pedidos "extras". Dos mujeres, Nina (Julia Calvo) y Juana (Edda Bustamante) hartas de la violencia de sus maridos, acuden a él. Como este impostor no puede frenar (como dice) el maltrato que ellas padecen, les ofrece por muchísimo dinero "el licor de los dioses": este licor se lleva el alma de la gente que lo toma. El tema es que este frasco no es mágico como las clientas creen, sino que es arsénico puro. Hasta ahora nadie detectó las muertes de los dos maridos, pero a la vida de Miguel llega Yolanda (Claudia Fontán). Ella, al igual que las dos anteriores, sufre de una violencia física y psicológica por parte de su esposo. Desesperada acude como última instancia al curandero engañador. Este le hace prender velas, abrir sapos, entre otras cosas, pero los maltratos no cesan, entonces finalmente le vende el licor. Su marido toma esto, pero no muere instantáneamente; entonces ellos visitan la casa y le inyectan el veneno provocando que este muera, pero la policía descubre todo, Yolanda confiesa, y Miguel junto a las tres mujeres son llevados a la cárcel.

### Condena
Las tres mujeres fueron condenadas a 15 años de prisión por homicidio agravado por el vínculo, acusadas de ser las responsables de las muertes de sus respectivos maridos por envenenamiento por arsénico. Ninguna argumentó desconocer el contenido de la "pócima" que suministraron a sus esposos.

## Elenco
- Alejandro Urdapilleta
- Claudia Fontán
- Edda Bustamante
- Julia Calvo
- Manuel Vicente
- Pedro Segni
- Luis Ali
- Daniel Valenzuela

## Adaptaciones
- Mujeres asesinas (Colombia): Mónica, la falsa mujer - Daniel Lugo, Juliana Galvis y Susana Torres.